# 物業管理處

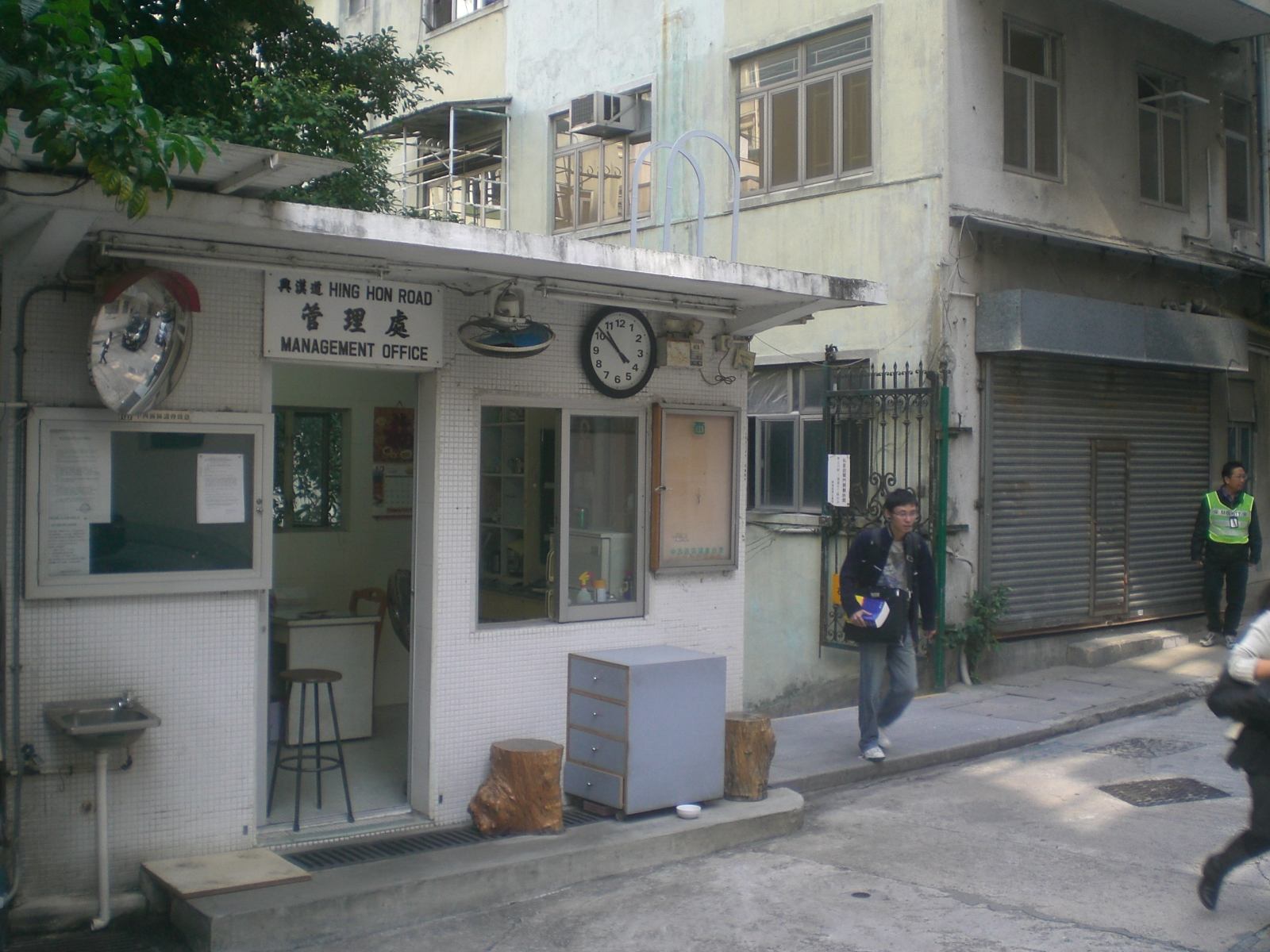
物業管理處，簡稱管理處。圖中管理處亦兼任座頭角色，把守通道要點。

物業管理處，是物業管理公司的前線部門，是一個辦事處，是日常服務業主、租戶及訪客的物業管理人員包括保安員報到及出勤的前哨站。物業管理處分為中央控制室及服務該物業的出入口關卡點，後者又名座頭。而物業管理處中央控制室是該服務物業的出勤指揮部，其主管直接向物業管理公司總部負責及匯報。
在一間大屋苑，物業管理處甚至附設客戶服務中心，提供更好質素服務予業戶，包括會所租借、業戶投訴及收管理費等。而一般單幢樓，以上物業管理處工作可能只由一位管理員擔任，而其上司可能就是該物業的業主代理人，例如立案法團主席。

## 相關
- 保安管理員
- 清潔工
- 維修員
- 大廈業主立案法團
- 停車場
- 閉路電視
- 巡更